# 周煜辰
周煜辰（英語：Zhou Yuchen，1995年1月12日—），生於中國山東濰坊市，中國足球運動員，司職守門員，现效力于中超球會广州城。

## 球員生涯
周煜辰生於中國山東濰坊市，在他7歲時，適逢中國國家隊首度參與世界盃，當時的熱潮驅使他開始去學踢足球，並加入家鄉的山東魯能足球學校。
周煜辰自小都是擔任前鋒，後改踢中堅。直到14歲時，球會教練認為原本球隊的門將身材有限、後續發展潛力不大，就將目光轉移到周煜辰身上。但當時周煜辰無法接受，結果教練就走去游說其父母，最終在循循善誘下，周煜辰也慢慢愛上門將的成功感，並隨隊獲得全國U15錦標賽亞軍，更在此後的U15聯賽、城運會、U17聯賽和濰坊盃均有上佳表現。
2013年7月，他由山東魯能預備組租借到葡萄牙球會沙查维尼斯，至2014年12月。直到2015年1月，周煜辰獲提拔到山東魯能一隊，並已經報名中超聯賽。惟年僅20歲的他只是球隊的第四門將，在預備隊也很難上陣。到2016年2月再租借到河北華夏幸福，成為球隊的預備隊主力門將，至2017年1月，他從未得到任何中超出場機會。
可是租借結束後，周煜辰在原屬球會山東魯能的競爭對手為國家隊首席門將王大雷，故周煜辰在預備隊的上陣機會也不多，而他為爭取更多的上陣機會，於2017年7月主動提出外借，要求選擇到由中超球會廣州富力出資及組建的港超聯球會富力R&F。

## 國際賽生涯
周煜辰雖然是山東魯能梯隊的主力，可在國青隊的位置並不穩固，連亞青賽預賽都沒能進入名單。直到2014年，周煜辰才逐漸在國青隊的比賽中擔任主力門將，更於2014年亞青賽以2–1擊敗日本國家隊的首戰至少三度撲出對手的必進球，立下奇功，成為中國國青隊小組出線的最大功臣。而一戰成名的他，更被認為是未來國家隊頭號門將的最熱門人選。
2018年1月，在江苏常州市举行的第三届U23亚洲杯小组赛的A组三场比赛中，周煜辰全部首发出场。

## 外部連結
- 香港足球總會網站球員資料（页面存档备份，存于）